# Sony Xperia XA
Il Sony Xperia XA è uno smartphone di fascia media presentato da Sony al Mobile World Congress di febbraio 2016 e messo in vendita da giugno 2016.
È inoltre stata presentata la versione Xperia XA Ultra, che presenta le stesse specifiche dell'XA a eccezione dello schermo, che diventa un 6 pollici Full HD, delle fotocamere (21,5 megapixel con f/2.2 posteriore e 16 megapixel anteriore), della memoria RAM (3 GB anziché 2) e della batteria, portata a 2700 mAh. Anche le dimensioni e il peso sono aumentate nella versione XA Ultra (164 x 79 x 8,4 mm e 202 grammi).

## Caratteristiche tecniche

### Hardware
Il Sony Xperia XA è dotato di un design caratterizzato per essere particolarmente stretto per ospitare uno schermo da 5 pollici, avendo bordi laterali ridotti al minimo e caratterizzati da una leggera curvatura 2.5D.
Il chipset è un MediaTek MT6755 Helio P10, con una CPU octa-core con 4 Cortex-A53 a 2 GHz e 4 Cortex-A53 ad 1 GHz ed una GPU Mali-T860MP2. Ha connettività 2G GSM, 3G HSPA, 4G LTE, Wi-Fi 802.11 a/b/g/n 2.4 GHz con Wi-Fi Direct, DLNA ed hotspot, Bluetooth 4.1 con A2DP, LE e aptX, GPS con A-GPS e GLONASS, NFC, radio FM, microUSB 2.0.
Lo schermo è un 5 pollici IPS LCD con risoluzione HD 1280 x 720 pixel e sistema Mobile Bravia Engine 2 mentre la memoria è di 2 GB di RAM e 16 GB di memoria interna, espandibile con MicroSD fino a 256 GB.
Il dispositivo è dotato di una fotocamera posteriore da 13 megapixel f/2.0 con flash LED, messa a fuoco automatica ibrida, HDR e registrazione video Full HD@30 fps. La fotocamera anteriore è invece una 8 megapixel f/2.0 con HDR e video Full HD.
Il sensore d'impronte digitali è assente, mentre è integrato il classico tasto d'accensione Sony laterale OmniBalance.
La batteria agli ioni di litio è una 2300 mAh.

### Software
A livello software il Sony Xperia XA è dotato di Android 6.0.1 Marshmellow, aggiornabile a 7.0 Nougat, con la classica UI di Sony.

## Varianti
Sony Xperia XA è presente in diverse varianti:
| F3111            | UMTS HSPA+ 850 (Band V), 900 (Band VIII), 1900 (Band II), 2100 (Band I) MHz GSM GPRS/EDGE 850, 900, 1800, 1900 MHz LTE (Bands 1, 2, 3, 5, 7, 8, 20)                     | [ 7 ] |
| F3113            | UMTS HSPA+ 850 (Band V), 900 (Band VIII), 1700 (Band IV), 1900 (Band II), 2100 (Band I) MHz GSM GPRS/EDGE 850, 900, 1800, 1900 MHz LTE (Bands 2, 4, 5, 7,12, 13,17, 28) | [ 7 ] |
| F3115            | UMTS HSPA+ 850 (Band V), 900 (Band VIII), 1900 (Band II), 2100 (Band I) MHz GSM GPRS/EDGE 850, 900, 1800, 1900 MHz LTE (Bands 1, 3, 5, 7, 8, 28, 38, 39, 40, 41 m)      | [ 7 ] |
| F3112(dual SIM)  | UMTS HSPA+ 850 (Band V), 900 (Band VIII), 1900 (Band II), 2100 (Band I) MHz GSM GPRS/EDGE 850, 900, 1800, 1900 MHz LTE (Bands 1, 2, 3, 5, 7, 8, 20)                     | [ 8 ] |
| F3116 (dual SIM) | UMTS HSPA+ 850 (Band V), 900 (Band VIII), 1900 (Band II), 2100 (Band I) MHz GSM GPRS/EDGE 850, 900, 1800, 1900 MHz LTE (Bands 1, 3, 5, 7, 8, 28, 38, 39, 40, 41 m)      | [ 8 ] |